# Kineski jezik
Kineski jezik (ISO 639-3: zho) kolektivni je naziv za srodne jezike (makrojezik) u području Kine kojih je ukupno 13, to su: gan [gan], hakka [hak], huizhou [czh], jinyu [cjy], mandarinski [cmn], min bei [mnp], min dong [cdo], min nan [nan], min zhong [czo], pu-xian [cpx], wu [wuu], xiang [hsn], yue [yue]. Dana 16. siječnja 2009. ovom makrojeziku pridodan je novi kodni element [lzh] (literarni kineski). Treba ga razlikovati od službenog jezika NR Kine, mandarinskoga, također zvanog Pǔtōnghuà, koji se temelji na pekinškom narječju, iako sadrži i elemente drugih kineskih jezika i narječja mandarinskoga. 
Reformom pisma u razdoblju dinastije Qin (221. – 206. g. pr. Kr.), koja je neovisne države ujedinila u carstvo, uklonjene su lokalne razlike u pismu te je ono postalo razumljivo u područjima s različitim jezicima. Danas mandarinskim kineskim, tj. kineskim iz sjeverne skupine jezika, govori najveći broj ljudi na svijetu.

## Pismo
Kinesko pismo je morfemografsko. Svaki grafem, odn. znak odgovara jednome slogu i predstavlja najmanju jedinicu značenja (morfem). Riječi se mogu sastojati od jednoga ili više morfema, pa se i pišu s odgovarajućim brojem znakova. 
Najstarije kinesko pismo sačuvano je na natpisima na kostima, kornjačinu oklopu itd. Kinesko pismo ima 6 vrsta znakova. Najelementarniji znakovi su piktogrami, a najveći broj se sastoji od elementa koji približno iskazuje značenje (tzv. radikal) i elementa koji približno pokazuje izgovor (tzv. fonetik). U svakodnevici današnjice pojavljuje se ne više od 7000 znakova, ali s poznavanjem 3000 najosnovnijih moguće je većinom čitati novine. Latinična abeceda kineskoga zvana pinyin oblikovana je i odobrena 1958. godine, a sastoji se od 26 slova te ima ulogu pomoćnog pisma za bilježenje standardnog izgovora, a time nije zamjena za kinesko pismo. U pinyinu je zapis izgovora podosta drugačiji nego u hrvatskoj latinici.

#### Hrvatska jezična praksa
Imena ljudi i zemljopisna imena pišu se po pinyinu (kao što dosljedno provodi Hrvatska enciklopedija), uz ustaljene iznimke kao što su Peking (Beijing), Sun Jat-sen, Čang Kaj-šek i Mao Ce-tung. Nažalost to se pravilo ne primjenjuje dosljedno. Imena kineskih autora i Kineza u inozemstvu pišu se kako ih oni sami pišu. Važna napomena: Kod Kineza prezime dolazi na prvome mjestu (u Mao Ce-tung, Mao je prezime). Kinezi u inozemstvu često okrenu poredak. I kineskim sportašima prezime se često stavlja na drugo mjesto, čak i u kineskim izvorima.
Jedan od najpoznatijih prevoditelja s kineskog na hrvatski jezik je hrvatski pjesnik Josip Sever.

## Gramatika
Kineski jezik specifičan je po svojoj morfološkoj jednostavnosti – nema padeža, rodova, množina i jednina. 
Prošlost se u mandarinskom kineskom standardu označava česticom le nakon glagola, a budućnost priložnim oznakama budućeg vremena. Sadašnjost je neobilježena. Uobičajen je red riječi u rečenici: subjekt – predikat – objekt.